# La Esmeralda (Ballett)

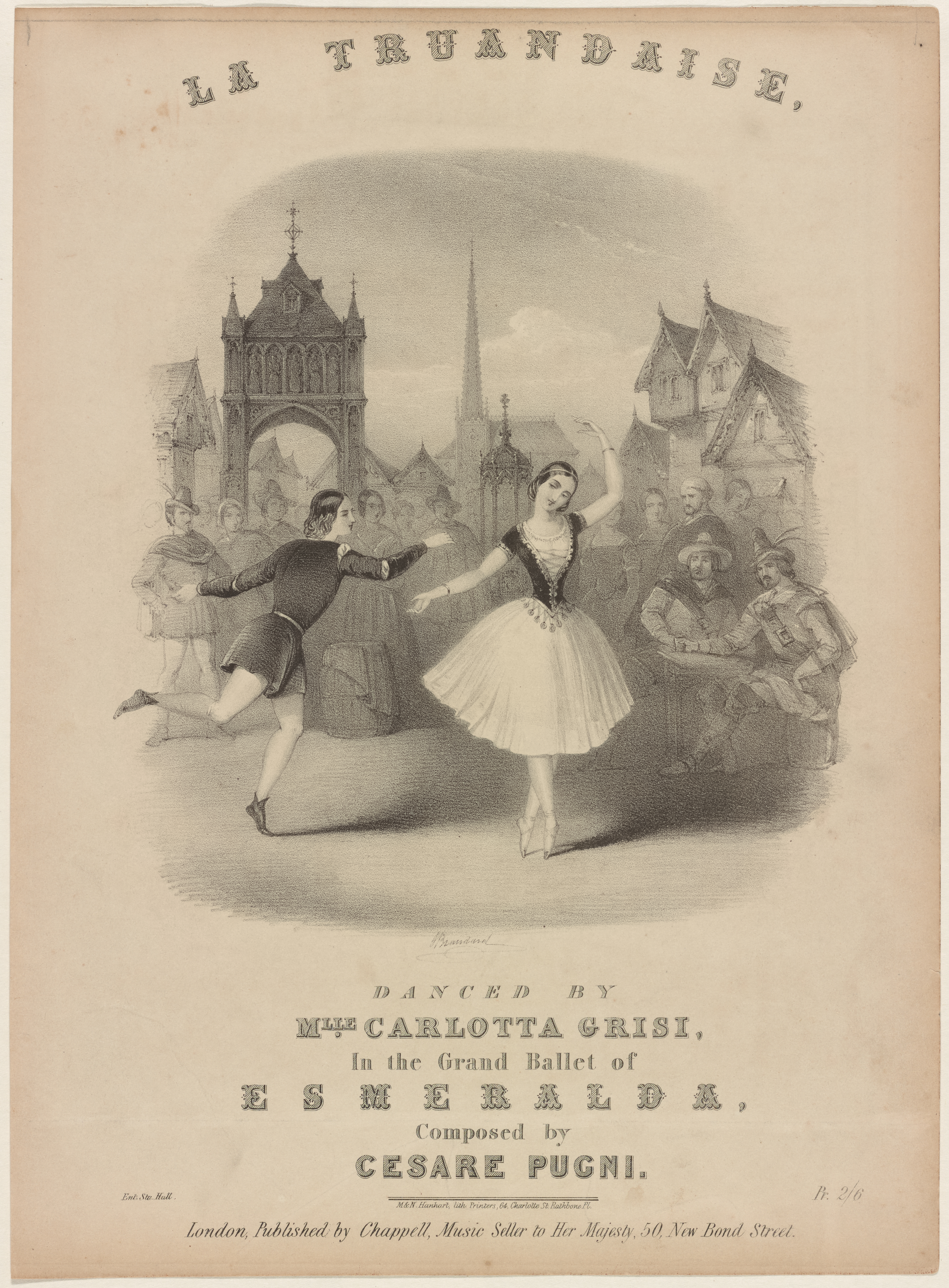
Carlotta Grisi als Esmeralda und Jules Perrot als Pierre Gringoire in der Truandaise im 1. Akt von Pugnis La Esmeralda, ca. 1844

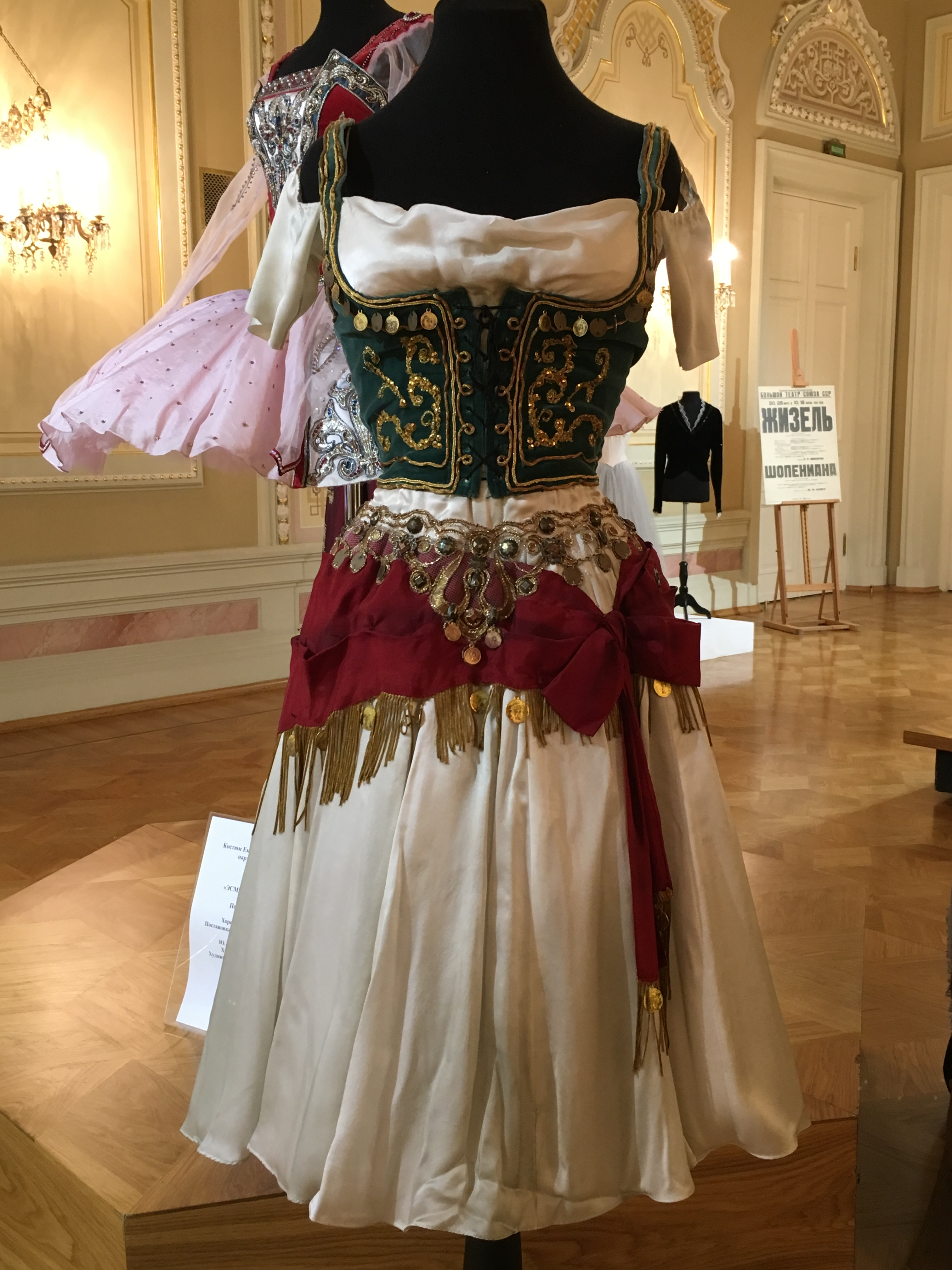
Kostüm für Natalia Osipova als Esmeralda im Museum des Bolschoi-Theaters, 2009

La Esmeralda ist ein Ballett, dessen Inhalt auf Victor Hugos Roman Der Glöckner von Notre Dame basiert, mit dem Roma-Mädchen Esmeralda als Hauptfigur.
In seiner Urfassung wurde es zum ersten Mal am 9. März 1844 im Her Majesty’s Theatre in London aufgeführt, mit Musik von Cesare Pugni und in der Choreografie von Jules Perrot. Carlotta Grisi tanzte die Titelfigur.
Das Ballett wurde immer wieder erweitert und hat eine komplizierte Aufführungsgeschichte. Die bedeutendste Wiederaufführung erlebte es am 17. Dezemberjul. / 29. Dezember 1886greg. im kaiserlichen Mariinski-Theater in Sankt Petersburg in einer Überarbeitung durch Marius Petipa und Riccardo Drigo. Die Titelfigur wurde dabei von Virginia Zucchi interpretiert.
1950 erschien am Stanislavsky und Nemirovich-Danchenko Theater eine musikalisch und inhaltlich stark veränderte Version des Pugni-Ballettes im Stile des sozialistischen Realismus in einer Choreografie von Wladimir Burmeister und mit zusätzlicher Musik von Reinhold Glière und Sergei Vasilenko.

## Ort und Zeit der Handlung
Paris, Ende des 15. Jahrhunderts

## Personen der Handlung
- Esmeralda, schönes junges Roma-Mädchen
- Pierre Gringoire, armer Poet
- Phoebus de Châteaupers, adliger Hauptmann der Garde
- Fleur-de-Lys, junge Adelige, Verlobte von Phoebus
- Claude Frollo, Archidiakon, heimlich in Esmeralda verliebt
- Quasimodo, der körperlich behinderte Glöckner von Notre Dame, Schützling von Claude Frollo

## Inhalt (Version Pugni/Perrot und Drigo/Petipa)
Pierre Gringoire gerät in die Fänge der Gauner und Bettler von Paris, die ihn lynchen wollen. Die gutherzige Esmeralda rettet ihn in letzter Minute, indem sie ihn heiratet. Gringoire ist von ihr bezaubert, aber sie macht ihm klar, dass ihre Ehe nur „auf dem Papier“ besteht und dass er von ihr sonst nichts erwarten kann.
Auch der Archidiakon der Kathedrale Notre Dame, Claude Frollo, ist heimlich und in einer Art Hassliebe von Esmeralda wie besessen und wird wegen seiner religiösen Gelübde deshalb von Gewissensbissen geplagt. Er befiehlt seinem Schützling, dem Glöckner Quasimodo, Esmeralda einzufangen, aber die Entführung misslingt, als der Gardehauptmann Phoebus de Châteaupers auftaucht und Esmeralda rettet. Sie verliebt sich sofort in den gutaussehenden jungen Mann und bittet ihn, Quasimodo freizulassen. Zum Abschied schenkt er ihr seine seidene Schärpe, die er selber allerdings zuvor als Geschenk seiner Verlobten Fleur-de-Lys bekommen hatte.
Bei einem Fest im Hause von Fleur-de-Lys und ihrer Mutter tanzt Esmeralda mit einigen Freundinnen und Gringoire vor den Gästen. Als sie entdeckt, dass der ebenfalls anwesende Phoebus verlobt ist, verfällt sie in tiefe Traurigkeit und Enttäuschung und kann sich nur unter Schwierigkeiten und mit Gringoires Hilfe zum Tanzen zwingen (Pas de six: „Pas de la jalousie“). Als Gringoire Esmeralda nach ihrem Auftritt ihren (d. h. Phoebus') seidenen Schal bringt, erkennt Fleur-de-Lys diesen, stellt Phoebus zur Rede und löst empört ihre Verlobung. Esmeralda und Phoebus verlassen das Fest.
Zu Hause bei Esmeralda, wird das Liebespaar vom eifersüchtigen Frollo beobachtet, der schließlich seinen „Nebenbuhler“ erdolcht und Esmeralda die Schuld zuschiebt, weil sie seinen eigenen Avancen nicht nachgegeben hat.
Im nachfolgenden Prozess wird Esmeralda nicht zuletzt wegen der Falschaussage von Frollo zum Tode durch Hängen verurteilt. Als das Urteil vollzogen werden soll, taucht plötzlich Phoebus auf, der den Mordanschlag überlebt hat und nun Esmeraldas Unschuld bezeugt. Frollo versucht Esmeralda zu erstechen, aber Quasimodo entreißt ihm den Dolch und ersticht den Priester. Die Liebenden erwartet ein Happy End.
(In einer späteren Version aus dem 20. Jahrhundert endet das Ballett (wie der Roman) tragisch mit Esmeraldas Hinrichtung und Tod.)

## Entstehung und Aufführungsgeschichte

### Erste Version Perrot/Pugni 1844

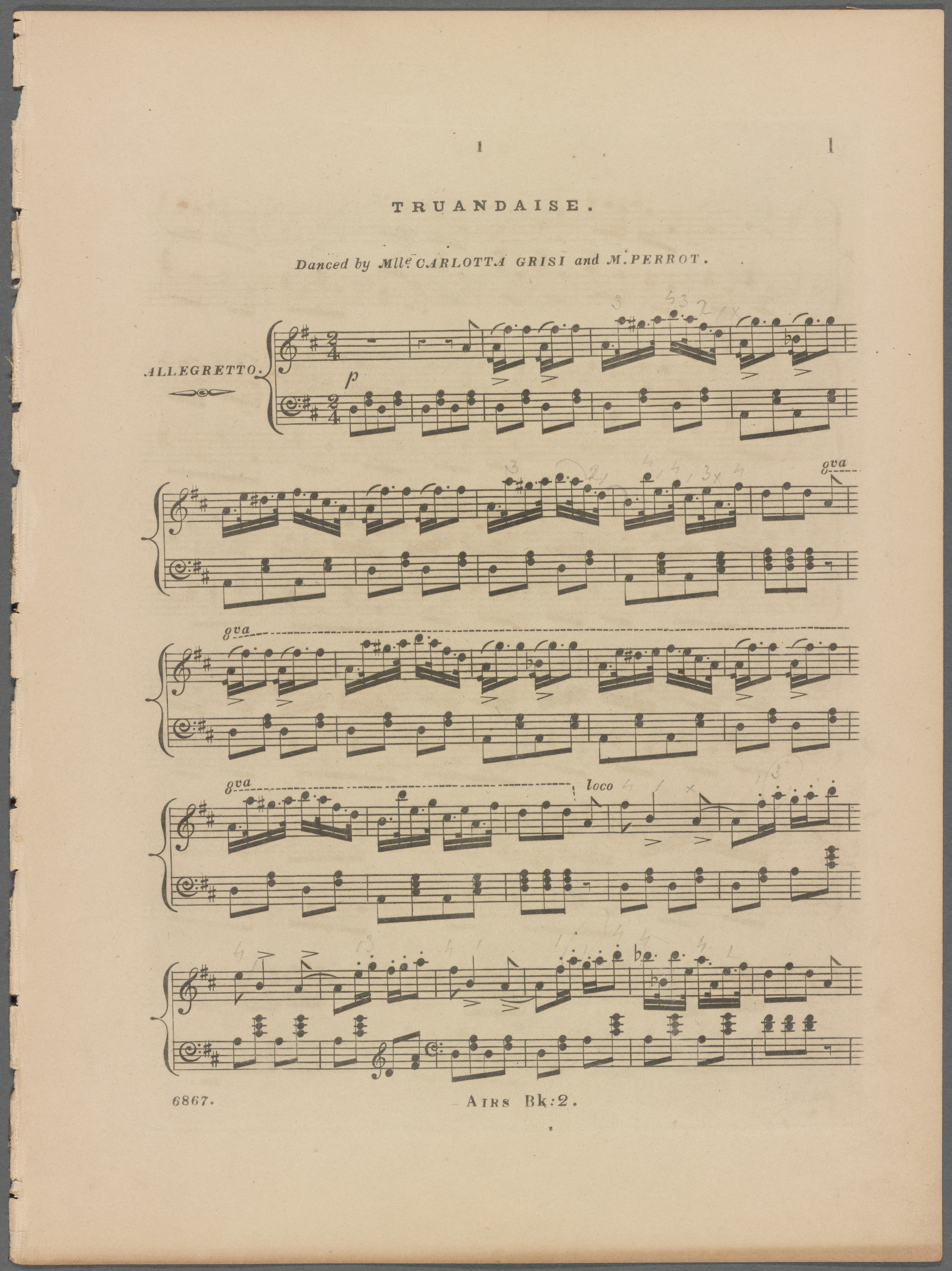
Cesare Pugni: La truandaise, für Carlotta Grisi und Jules Perrot, aus La Esmeralda (Klavier-Fassung)

La Esmeralda war die erste Zusammenarbeit von Perrot und Pugni. In der Urfassung von 1844 war es ein Einakter mit 5 Szenen. Die Idee zu dem Ballet hatte Benjamin Lumley, der Direktor des Her Majesty’s Theatre. Das Libretto basierte auf Victor Hugos eigener Adaption seines 1830 erschienenen Romans für die Oper La Esmeralda von Louise Bertin, die 1836 in Paris uraufgeführt worden war. Das Happy End und einige andere Abweichungen vom Roman hatte bereits Hugo selber vorgenommen. Im Ballett fällt das Geheimnis um Esmeraldas Geburt weg, sie ist also hier ein echtes Roma-Mädchen und kein von den Roma geraubtes Kind. Ebenfalls eliminiert wurde ein großer Teil der berühmten Handlung um Esmeralda und Quasimodo (u. a. Esmeraldas Rettung durch Quasimodo und Aufenthalt auf dem Turm der Kathedrale). Frollo wurde im Ballett nicht von Quasimodo vom Turm geworfen, sondern erstochen, und der Charakter von Phoebus wurde verändert: im Roman ist er ein gewissenloser Frauenverführer, im Ballet liebt er Esmeralda wirklich.
Die Premiere am 9. März 1844 mit Perrots ehemaliger Geliebter Carlotta Grisi als Esmeralda, Arthur Saint-Léon als Phoebus, Perrot als Gringoire, Adélaïde Frassi als Fleur-de-Lys und Antoine Louis Coulon als Quasimodo war ein großer Erfolg. Später übernahm Fanny Elßler die Titelrolle und tanzte sie auch einige Monate später in Perrots Inszenierung des Ballettes an der Mailänder Scala und 1846 am Theater am Kärntnertor in Wien. In London wurde La Esmeralda zuletzt im Jahr 1857 gegeben.

### Zweite Version Perrot/Pugni 1849
1848 kam Fanny Elßler nach Russland und wünschte sich, in La Esmeralda aufzutreten. Jules Perrot und Cesare Pugni trafen erst in Sankt Petersburg ein, nachdem die Elßler bereits mit den Proben begonnen hatte. Für die Erwartungen des russischen Publikums musste das Ballett jedoch ausgebaut werden, daher bearbeitete Pugni seine Partitur und erweiterte sie, so dass sie sich von einem Einakter in ein abendfüllendes Ballett in drei Akten und fünf Szenen verwandelte.
In dieser neuen Form erlebte die neue Esmeralda ihre Uraufführung am 21. Dezember 1848jul. / 2. Januar 1849greg. am kaiserlichen Bolschoi-Kamenny-Theater in Sankt Petersburg mit Fanny Elßler in der Titelrolle, Pierre Frédéric Malevergne als Phoebus, Jules Perrot als Gringoire, Tatjana Smirnowa als Fleur-de-Lys und Nikolai Golts als Frollo. Es war ein riesiger Erfolg, besonders für die Elssler, über die Marius Petipa später schrieb, sie sei „unnachahmlich in dieser Rolle“ gewesen, „alle anderen Esmeraldas, die ich später gesehen habe, schienen nur schwache Kopien“.

### Petipa undEsmeralda

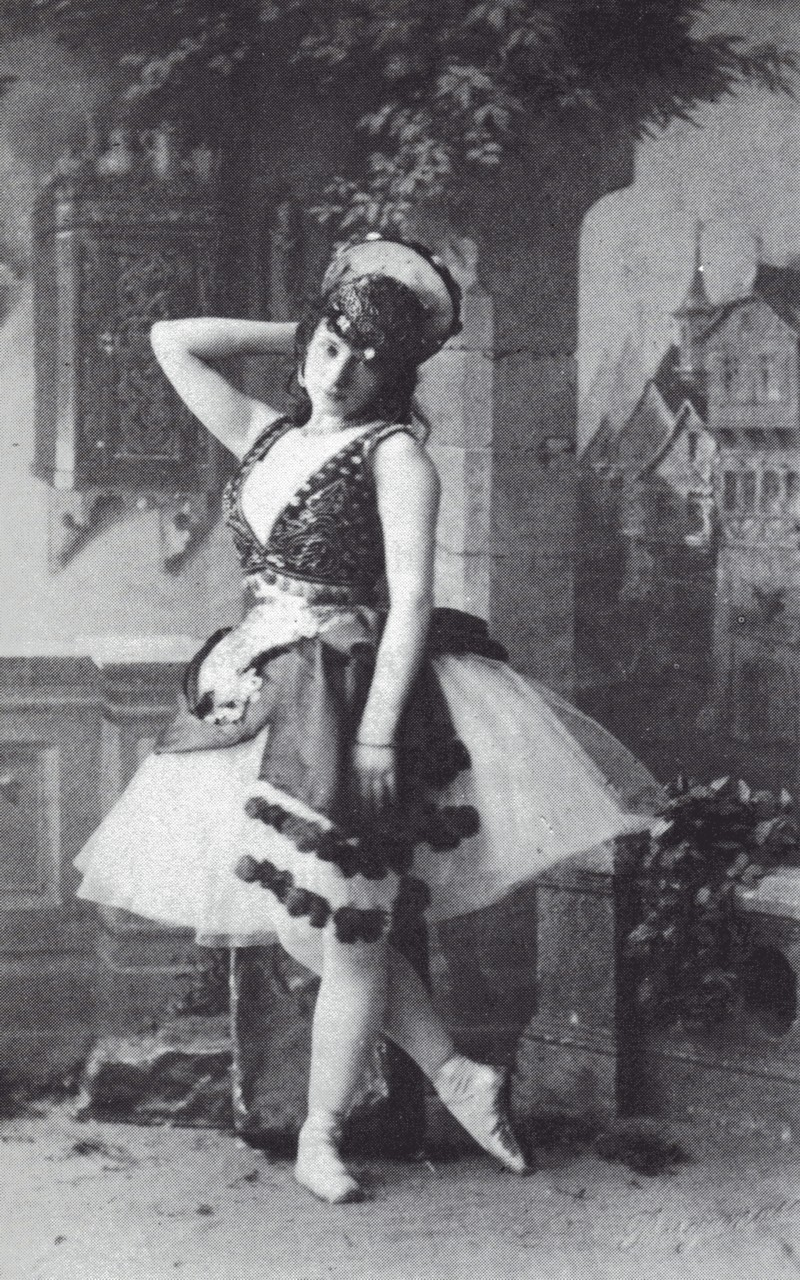
Virginia Zucchi als Esmeralda, 1886

Esmeralda, wie das Ballett in Russland hieß, wurde später von Petipa mehrfach aufgeführt und um einzelne Nummern ergänzt: 1866 fügte er einen neuen Pas de deux hinzu, der nach der ersten Primaballerina Claudina Cucchi als „Pas Cucchi“ bekannt wurde; Anfang der 1870er Jahre arrangierte er einen Pas de six für Eugenia Sokolova und 1872 einen Pas de cinq für Adèle Grantzow.
Die nächste und bedeutendste Wiederaufführung im Jahr 1886 wurde für die berühmte Ballerina Virginia Zucchi arrangiert. Für diese Gelegenheit wurde das Ballett von drei Akten auf vier erweitert. Die neue Musik komponierte Riccardo Drigo. Zu seinen berühmtesten Erweiterungen gehört ein neuer Pas de six, der später als „Pas de jalousie“ berühmt wurde, und bei dem Esmeralda versucht, über ihre Verzweiflung angesichts des bereits verlobten Phoebus hinwegzutanzen. Den „Grand Pas des fleurs“ für Fleur-de-Lys und Phoebus im dritten Akt verwandelte Drigo mithilfe einiger Zusätze in einen Grand Pas Classique.
Die Premiere dieser Version fand am 17. Dezemberjul. / 29. Dezember 1886greg. am kaiserlichen Mariinski-Theater statt. Die Darstellung der Esmeralda durch Virginia Zucchi wurde zu einem persönlichen Triumph der Ballerina, die außer ihrer technischen Perfektion auch beachtliche darstellerische Qualitäten einbrachte und sich mit der Rolle so sehr identifiziert haben soll, dass sie zwischenzeitlich echte Tränen geweint habe. Andere Tänzer dieser Aufführung waren Iosif Kschessinsky als Phoebus, Pavel Gerdt als Gringoire, Alfred Bekefi als Quasimodo und Felix Kschessinsky als Claude Frollo.

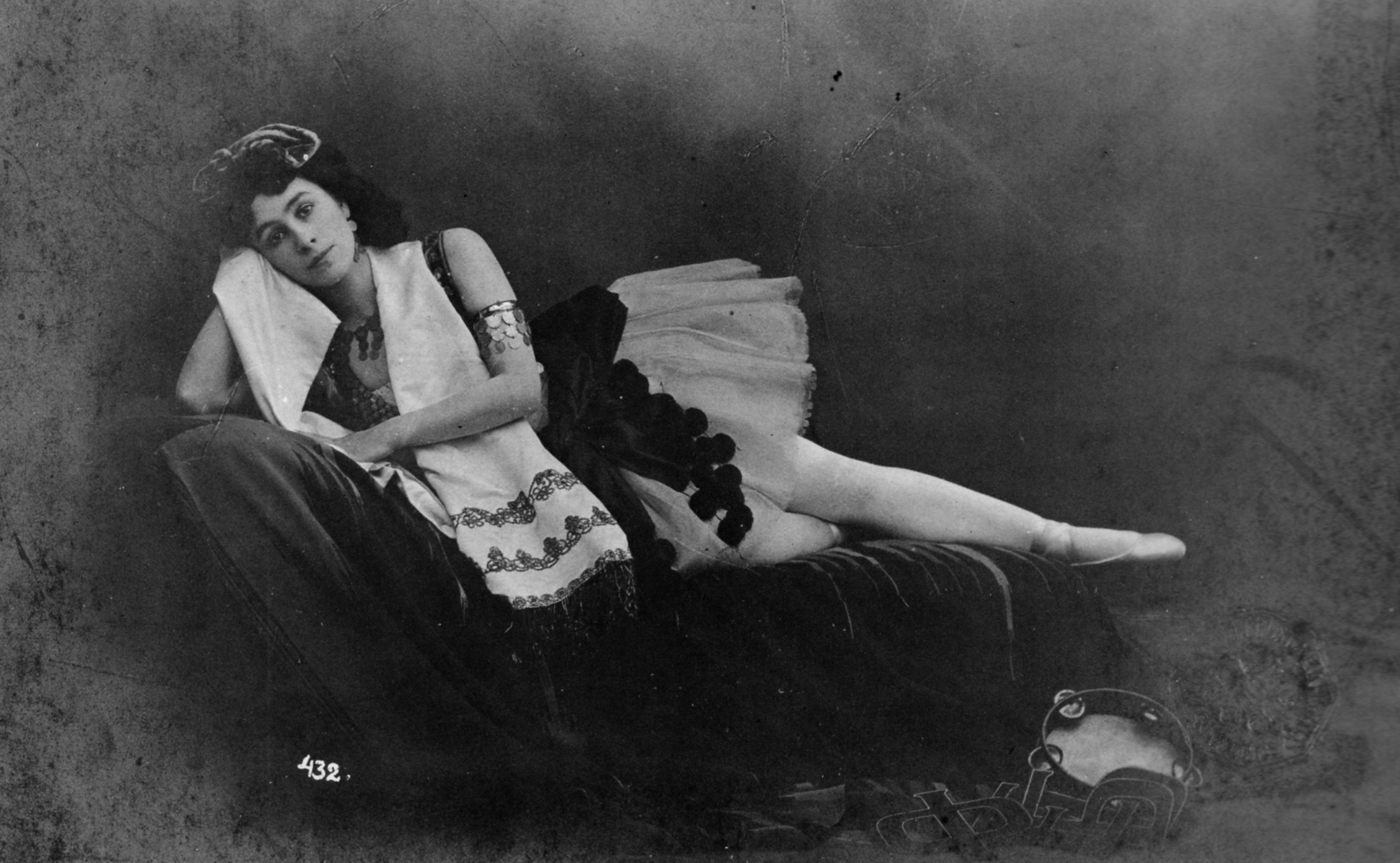
Mathilde Kschessinskaya als Esmeralda, 1899

1899 folgte eine letzte und endgültige Revision des Ballettes durch Petipa, die ihre Premiere am 21. Novemberjul. / 3. Dezember 1899greg. im kaiserlichen Mariinski-Theater erlebte, mit Matilda Kschessinskaya als Esmeralda, Iosif Kchessinsky als Phoebus, Pavel Gerdt als Gringoire, Olga Preobrazhenskaya als Fleur-de-Lys, Alfred Bekefi als Quasimodo und Nikolai Aistov als Frollo.
Um oder kurz nach 1900 wurde Petipas Choreografie in der Stepanow Notation aufgeschrieben. 1923 in Paris, nach ihrem Rückzug von der Bühne, half die Kschessinskaya als ehemalige Hauptdarstellerin bei der Ausarbeitung dieser Dokumente, die sich heute in der Sergeyev Collection der Harvard University befinden.

### 20. und 21. Jahrhundert
1902 brachte Alexander Gorsky mit dem kaiserlichen Bolschoi-Ballett ein eigenes Esmeralda-Ballett heraus, unter dem Namen Gudules Tochter und mit Musik von Anton Simon – dieses sollte nicht mit dem hier besprochenen Ballett von Pugni/Perrot bzw. Drigo/Petipa verwechselt werden.
Zu den bedeutendsten Esmeraldas des 20. Jahrhunderts gehörte Olga Spessivtseva, die in der Rolle am 24. November 1918 debütierte.
1935 brachte Agrippina Waganowa am Mariinski-Theater eine Neufassung von Esmeralda heraus, mit Tatiana Vecheslova in der weiblichen Hauptrolle. Waganowas Choreografie wurde in vielen Details zum Standard späterer Aufführungen. Unter anderem fügte sie im zweiten Akt bei dem Fest für Fleur-de-Lys den berühmten Diane et Actaeon-Pas de deux ein, der auf Petipas Pas de Diane aus Le Roi Candaule (1868) basiert, den sie aber veränderte (u. a. verwendete sie eine der von Drigo komponierten Variationen für den Grand Pas des fleurs als Variation für Diana). Den berühmten Pas de six von Drigo erweiterte sie für den Tänzer Vakhtang Chabukiani durch eine männliche Variation für die Figur des Pierre Gringoire; die Musik dazu stammt aus Le Talisman.

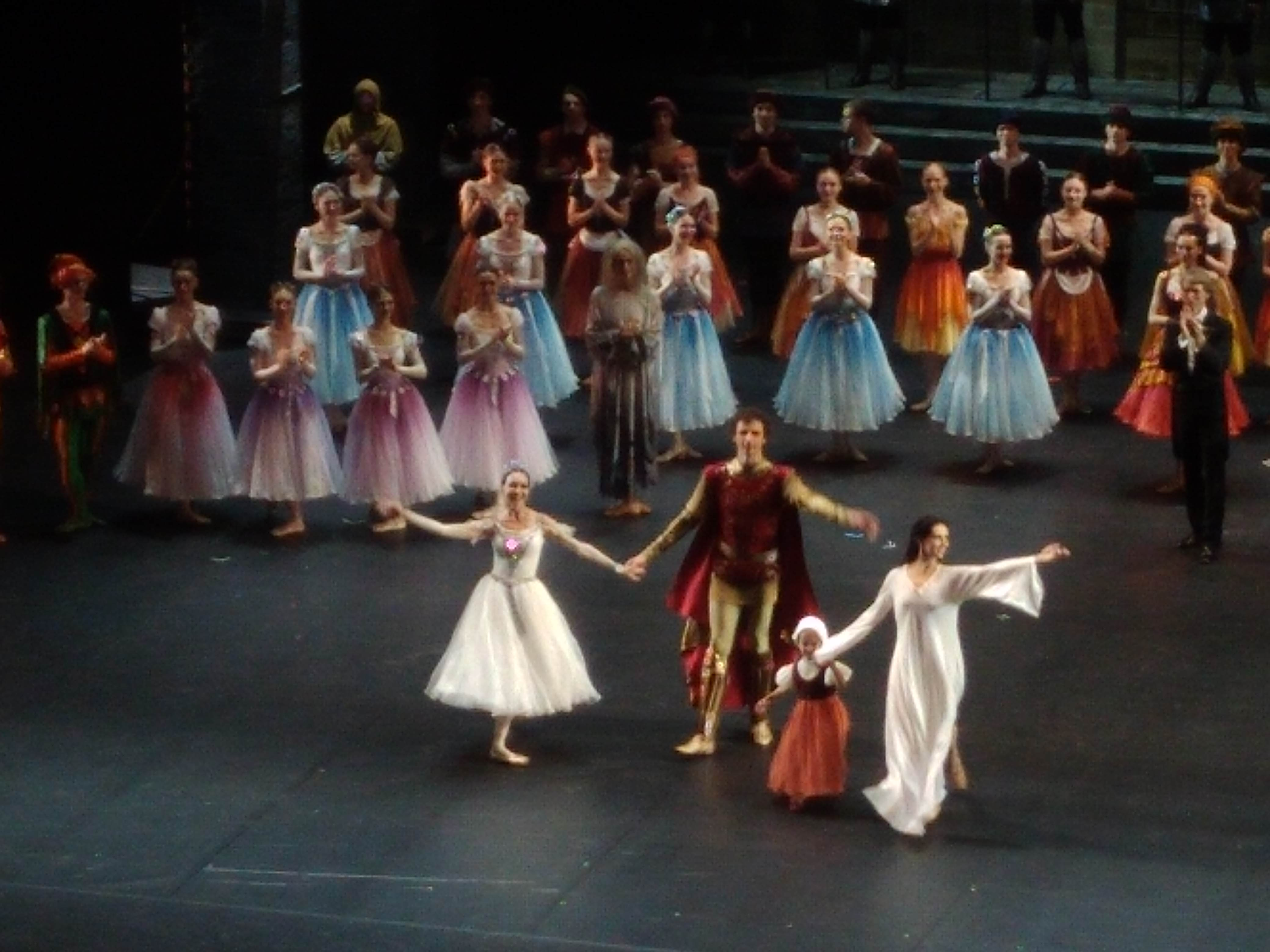
Schlussapplaus für „La Esmeralda“ in der Rostov Staatsoper in Moskau, 2019 (mit Irina Perren (Esmeralda), Marat Shemiunov (Phoebus), Ekaterina Kuzhnurova (Fleur de Lys))

Beinahe ein eigenes Ballett für sich, besonders in musikalischer und inhaltlicher Hinsicht, ist die 1950 von Wladimir Burmeister am Stanislavsky und Nemirowitsch-Dantschenko Theater herausgebrachte Esmeralda. Zwar übernahm er teilweise Waganowas Choreografie, ergänzte das Ballett aber durch einige ganz neue Szenen, im Sinne der Handlung von Hugos Roman. Vor allem gibt es in Burmeisters Esmeralda kein Happy End, sondern ein tragisches Ende: Esmeralda stirbt am Galgen, Frollo stürzt vom Glockenturm der Kathedrale und Quasimodo tanzt am Ende mit Esmeraldas Leichnam zu einer geisterhaften Musik. Die zusätzliche, teilweise ziemlich dissonante neue Musik ist von Reinhold Glière und Sergei Vasilenko.
Nicholas Beriosow (Vater der Primaballerina Swetlana Beriosowa) brachte 1954 eine Produktion der Esmeralda mit dem London Festival Ballet (heute: English National Ballet) heraus. Es tanzten Natalie Krassowska als Esmeralda, John Gilpin als Gringoire, Oleg Briansky als Phoebus und Sir Anton Dolin als Claude Frollo. Diese Fassung hatte keinen besonderen Erfolg und verschwand bald von der Londoner Bühne.
Zu Beginn des 21. Jahrhunderts war und ist La Esmeralda als komplettes Ballett nur in Russland und in New Jersey (2004) auf der Bühne zu sehen. Es gehört zum Repertoire des Kremlin Balletts und des Stanislavsky Balletts, die beide der Burmeister-Version von 1950 folgen.
2009 erarbeiteten Yuri Burlaka und Wassili Medwedew für das Bolschoi-Ballett eine Revision der Esmeralda, die im Großen und Ganzen auf der letzten Petipa-Version von 1899 basiert, mit Happy End.

### La Esmeralda-Pas de deux
Der Ursprung des berühmten „Esmeralda-Pas de deux“, der bis heute ein beliebtes Stück bei Ballett-Galas und Wettbewerben ist und meistens nach einer Choreografie von Ben Stevenson getanzt wird, ist unklar. Oft wurde angenommen, dass er aus Petipas Version von 1899 stammt, aber das ist nicht der Fall. Nach neueren Forschungen ist bekannt, dass die Musik zum großen Teil von Cesare Pugni stammt: das Entrée, das Adage und die erste männliche Variation sind von verschiedenen Stellen aus La Esmeralda entnommen; die Musik der berühmten zweiten, weiblichen Variation stammt aus Romualdo Marencos Ballett Sieba, oder das Schwert des Wotan, das seine Premiere 1878 an der Mailänder Scala feierte; die abschließende Coda schrieb Pugni ursprünglich für sein Ballett La fille du Pharaon (1862). Berühmt wurde dieser Pas de deux ausgerechnet durch Beriosovs insgesamt erfolglose Londoner Esmeralda-Produktion von 1954. Eine bekannte Einspielung des Esmeralda-Pas de deux dirigierte Richard Bonynge 1964 mit dem London Symphony Orchestra – allerdings unter dem Namen von Riccardo Drigo als Komponisten.

## Aufnahmen
- La Esmeralda Pas de deux, auf CD Nr. 9 der 10-teiligen CD-Box: Fete du Ballet: ein Kompendium von Ballettraritäten, mit dem London Symphony Orchestra u. a., unter Leitung von Richard Bonynge. (Decca, o. J.) (fälschlich (?) als Komposition von Riccardo Drigo ausgegeben !)
- Cesare Pugni: Esmeralda (Auszüge), Odessa Symphony Orchestra, Igor Shavruk (Adro Records, 2006; CD)